# Âm địa quyết lá cà rốt
Botrychium daucifolium là một loài dương xỉ trong họ Ophioglossaceae. Loài này được Wall. ex Hook. & Grev. mô tả khoa học đầu tiên năm 1830.